# Riddick Bowe
Riddick Lamont Bowe (ur. 10 sierpnia 1967 w Brooklynie, Nowy Jork) – amerykański bokser, były zawodowy mistrz świata organizacji WBC, WBA, IBF i WBO w kategorii ciężkiej, srebrny medalista olimpijski z Seulu.

## Kariera amatorska
W 1983 roku zdobył mistrzostwo Stanów Zjednoczonych w kategorii średniej. Dwa lata później został mistrzem świata juniorów w wadze półciężkiej. W 1987 roku stanął na najniższym stopniu podium podczas igrzysk panamerykańskich. W 1988 roku odniósł największy sukces w swojej amatorskiej karierze, zdobywając na olimpiadzie w Seulu srebrny medal. W finale przegrał z późniejszym niekwestionowanym zawodowym mistrzem świata w kategorii ciężkiej Lennoxem Lewisem.

## Kariera zawodowa

### Początki
Bowe przeszedł na zawodowstwo w marcu 1989 roku. Do grudnia zdążył stoczyć 13 zwycięskich walk. We wrześniu następnego roku wygrał przez techniczny nokaut w dziewiątej rundzie z byłym mistrzem świata organizacji WBC Pinklonem Thomasem. W następnej walce już w drugiej rundzie znokautował Berta Coopera.
W marcu 1991 roku pokonał złotego medalistę igrzysk olimpijskich z 1984 w kategorii superciężkiej Tyrella Biggsa. Następna walka, z byłym mistrzem świata WBA Tonym Tubbsem, zakończyła się kontrowersyjnym zwycięstwem Bowe’a na punkty, ponieważ przez większość pojedynku to Tubbs miał znaczną przewagę. Orzeczenie sędziów zostało wygwizdane przez widownię. W sierpniu znokautował już w pierwszej rundzie przyszłego mistrza świata WBA Bruce’a Seldona. Dwa miesiące później stoczył walkę z Elijahem Tillerym. Bowe powalił go na deski pod koniec pierwszej rundy, a później zadał cios po gongu. Tillery zaczął go kopać, aż w końcu został wyciągnięty z ringu przez managera Bowe’a, Rocka Newmana.
W lipcu 1992 roku stoczył pojedynek eliminacyjny organizacji WBA z Pierre’em Coetzerem. Bowe wygrał przez techniczny nokaut w siódmej rundzie.

### Niekwestionowane mistrzostwo świata
13 listopada 1992 roku zmierzył się z Evanderem Holyfieldem. Stawką był tytuł niekwestionowanego mistrza świata. Bowe wygrał na punkty, dodatkowo kładąc Holyfielda na deski w jedenastej rundzie. Pojedynek został uznany przez prestiżowe czasopismo „The Ring” za walkę roku. Bowe stał się posiadaczem trzech pasów mistrzowskich – WBC, WBA i IBF. Rękawice, w których walczył, wraz z autografem Amerykanin podarował później Janowi Pawłowi II.
Krótko po pojedynku Bowe zrezygnował z pasa WBC. Powodem była odmowa walki z Lennoxem Lewisem, oficjalnym pretendentem tej organizacji do tytułu. W lutym 1993 roku zakończył już w pierwszej rundzie pojedynek z Michaelem Dokesem, byłym mistrzem świata WBA. Niewiele dłużej trwała jego następna walka, z Jesse Fergusonem (TKO w drugiej rundzie).
W listopadzie 1993 roku doszło do rewanżowej walki z Evanderem Holyfieldem. Tym razem to Holyfield okazał się lepszy, wygrywając pojedynek decyzją większości na punkty i odbierając Bowe’owi pasy mistrzowskie. Podczas walki, w siódmej rundzie, na ringu wylądował spadochroniarz James Miller (zwany Fan Manem) i spowodował małe zamieszki (kibice wyciągnęli go z ringu i pobili; Miller znalazł się w szpitalu, a następnie został oskarżony o spowodowanie zagrożenia i skazany na grzywnę).

### Po utracie mistrzostwa
W następnym roku Bowe stoczył tylko dwie walki. Pierwsza, z Busterem Mathisem Jr., została ogłoszona jako „nie odbyta” (no contest), ponieważ Bowe znokautował rywala, kiedy ten był na kolanach. Większość komentatorów uważała, że pojedynek powinien się zakończyć dyskwalifikacją Bowe’a. W drugiej walce Bowe pokonał na punkty Larry’ego Donalda.

### Tytuł mistrza świata WBO
11 marca 1995 roku ponownie został mistrzem świata, tym razem organizacji WBO, nokautując Herbiego Hide’a w szóstej rundzie (w sumie Hide leżał na deskach siedem razy). Takim samym wynikiem zakończyła się jego następna walka, z Kubańczykiem Jorge Luisem Gonzalezem (KO w szóstej rundzie). Po tej walce zrezygnował z tytułu mistrzowskiego.

### Trzeci pojedynek z Holyfieldem
4 listopada 1995 roku doszło do trzeciego starcia z Holyfieldem. Początkowo Bowe miał wyraźną przewagę, jednak w szóstej rundzie został zaskoczony przez rywala i był liczony (rundę wcześniej sędzia odebrał mu punkt za uderzenia poniżej pasa). Zdołał się jednak pozbierać i zakończył walkę przed czasem (TKO w ósmej rundzie).

### Walki z Andrzejem Gołotą
Rok później doszło do dwóch pojedynków z Andrzejem Gołotą. 11 lipca Bowe wygrał, ponieważ Gołota został zdyskwalifikowany w siódmej rundzie za ciosy poniżej pasa. Do momentu dyskwalifikacji Gołota prowadził na punkty u wszystkich trzech sędziów. Po walce Polak został uderzony w tył głowy telefonem komórkowym przez jednego z sekundantów Amerykanina. W konsekwencji wywiązała się na ringu gigantyczna bójka, która później przeniosła się na trybuny.
14 grudnia tego samego roku doszło do walki rewanżowej między tymi dwoma pięściarzami. Pojedynek miał podobny przebieg – Gołota wygrywał walkę na punkty (Bowe był liczony w drugiej i piątej rundzie, Polak w czwartej), ale został zdyskwalifikowany za ciosy poniżej pasa. Był to ostatni pojedynek Amerykanina przed prawie ośmioletnią przerwą w boksowaniu.
3 listopada 2012 w łódzkiej Atlas Arenie miała odbyć się walka na zasadach wrestlingu, byłoby to trzecie starcie Riddicka Bowe’a z Andrzejem Gołotą. Pojedynek jednak odwołano.

### Schyłek kariery
W grudniu 1996 roku Bowe ogłosił, że wstępuje do Korpusu Piechoty Morskiej USA, szybko jednak zrezygnował z tego pomysłu.
W 1999 roku uprowadził swoją żonę i dwójkę dzieci. Wypuścił ich po przejechaniu samochodem kilku stanów. Za ten czyn trafił do więzienia, gdzie spędził 18 miesięcy. Został wypuszczony na wolność w maju 2004 roku.
Powrócił na ring we wrześniu 2004 roku, pokonując w drugiej rundzie Marcusa Rhode’a. Ponownie stanął do walki w kwietniu następnego roku. Pokonał niejednogłośną decyzją na punkty Billy’ego Zumbruna. Bowe wystąpił w tym pojedynku z bardzo dużą nadwagą. 17 września 2005 Riddick Bowe ogłosił bankructwo.
13 grudnia 2008 roku znów powrócił na ring, a jego przeciwnikiem był Gene Pukall. Walka była zakontraktowana na osiem rund. Bowe wygrał ten pojedynek jednogłośnie na punkty.
W 2015 Bowe został wybrany do Międzynarodowej Bokserskiej Galerii Sławy.